# Gran Consiglio (Appenzello Esterno)
Il Gran Consiglio del Canton Appenzello Esterno (in tedesco Kantonsrat des Kantons Appenzell Ausserrhoden) è il parlamento del Canton Appenzello Esterno. Ha sede a Herisau.

## Composizione
Il Gran Consiglio è composto da 65 membri. I seggi sono ripartiti a livello comunale proporzionalmente al numero di abitanti, con almeno un consigliere per comune. Le circoscrizioni elettorali sono i comuni stessi, e i consiglieri sono eletti con un sistema maggioritario, a meno che un comune opti per un sistema proporzionale. La carica di Granconsigliere è incompatibile con la carica di Consigliere di Stato e di membro di un tribunale del cantone.

## Compiti
Il Gran Consiglio rappresenta il potere legislativo: elegge in particolare il proprio presidente e gli altri membri del suo ufficio, i membri del tribunale d'appello e del tribunale cantonale. Approva le leggi e il bilancio cantonale ed esprime il proprio parere su proposte di revisione della Costituzione cantonale.
I membri del Gran Consiglio si riuniscono solitamente sette volte all'anno presso il Palazzo del Governo. Le riunioni si tengono il lunedì e sono aperte al pubblico.

## Composizione
Alle elezioni del 17 marzo 2019, il Gran Consiglio aveva la seguente composizione:
  Partito Liberale Radicale - I Liberali Radicali 25
  Indipendente (politica) 16
  Partito Socialista Svizzero 11
  Unione Democratica di Centro 7
  Partito Popolare Democratico / Partito Evangelico Svizzero 6